# Харадинай-Стубла, Мелиса
Мелиса Харадинай-Стубла (род. 1984, Приштина) — косовский политик, занимавшая пост министра иностранных дел с 2020 по 2021 год и бывший лидер Альянса за будущее Косова.

## Карьера
Харадинай-Стубла изучала государственную политику в Американском университете в Косово. Впоследствии она изучала дипломатию в Оксфордском университете, получив стипендию Чивнинг. С 2009 по 2013 год она была депутатом городского совета Приштины. После этого она была политическим советником в кабинете премьер-министра Косово Рамуша Харадиная, который находился у власти с 2017 по 2019 год.
Во время правления Авдуллы Хоти (на посту с 3 июня 2020 года) она была министром иностранных дел и косоваров за рубежом. Во время её пребывания в должности в феврале 2021 года Косово и Израиль официально установили дипломатические отношения. В соглашение входили положения о гуманитарной поддержке Косова со стороны Израиля и обещание Косова разместить свое будущее посольство в Иерусалиме, а не в Тель-Авиве.
9 марта 2021 года она подала в отставку с поста министра иностранных дел Косово, а также с поста лидера партии «Альянс за будущее Косова» из-за обвинений в том, что её муж подкупил должностных лиц избирательной комиссии, чтобы обеспечить её избрание в парламент. Она назвала свою отставку необходимой для работы над своей юридической защитой и назвала обвинения клеветой.

## Личная жизнь
Харадинай-Стубла замужем за Дарданом Стублом, у них двоих детей.